# Igualita a mí
Igualita a mí és una pel·lícula argentina de comèdia de 2010 dirigida per Diego Kaplan i protagonitzada per Adrián Suar i Florència Bertotti. Amb 945.000 espectadors, va ser la pel·lícula argentina més taquillera de l'any 2010.

## Sinopsi
És la història de Fredy (Adrián Suar), un solter de 41 anys que no té fills i viu de nit. És l'arquetip del playboy, sense un treball fix i etern seductor de noies de vint anys. Una nit, Fredy coneix a Aylín (Florència Bertotti). Creient estar enfront d'un nou affaire passatger, es troba amb la sorpresa que Aylín és la seva filla i que, a més, serà avi. Això li canviarà la vida més del que no es pensava.

## Repartiment
- Adrián Suar com Freddy.
- Florencia Bertotti com Ailin.
- Claudia Fontán com Elena.
- Juan Carlos Galván com Tony.
- Gabriel Chame Buendía com Roque.
- Ana María Castel com Dora.
- Andrea Goldberg com Deborah.
- Laurita Fernández com ella mateixa.
- Marco Gianoli com Freddy als 17 anys
- Florencia Miller com Mariana.
- Iván Moschner com El metge

## Premis
- Premis Sur 2010: Millor actriu de repartiment (Claudia Fontán)[4]
- Premis Sur 2010: Millor so (José Luis Díaz)